# Municipio de Dallas City
El municipio de Dallas City (en inglés: Dallas City Township) es un municipio ubicado en el condado de Hancock en el estado estadounidense de Illinois. En el año 2010 tenía una población de 996 habitantes y una densidad poblacional de 24,81 personas por km².

## Geografía
El municipio de Dallas City se encuentra ubicado en las coordenadas 40°35′26″N 91°9′42″O / 40.59056, -91.16167. Según la Oficina del Censo de los Estados Unidos, el municipio tiene una superficie total de 40.14 km², de la cual 39,8 km² corresponden a tierra firme y (0,85 %) 0,34 km² es agua.

## Demografía
Según el censo de 2010, había 996 personas residiendo en el municipio de Dallas City. La densidad de población era de 24,81 hab./km². De los 996 habitantes, el municipio de Dallas City estaba compuesto por el 97,39 % blancos, el 0,2 % eran afroamericanos, el 0,3 % eran amerindios, el 0,2 % eran asiáticos, el 0,3 % eran de otras razas y el 1,61 % eran de una mezcla de razas. Del total de la población el 1,1 % eran hispanos o latinos de cualquier raza.